# 1347 Patria
1347 Patria eller 1931 VW är en asteroid i huvudbältet, som upptäcktes den 6 november 1931 av den ryske astronomen Grigorij N. Neujmin vid Simeiz-observatoriet på Krim. Den är uppkallad efter det latinska ordet Patria, vilket betyder Hemland.
Den har en diameter på ungefär 32 kilometer.